# Tetragnatha gemmata
Tetragnatha gemmata este o specie de păianjeni din genul Tetragnatha, familia Tetragnathidae, descrisă de Ludwig Carl Christian Koch în anul 1872.
Este endemică în Queensland. Conform Catalogue of Life specia Tetragnatha gemmata nu are subspecii cunoscute.